# NSU 13/40 HP e 13/35 HP
La 13/40 HP e la 13/35 HP sono due autovetture di fascia alta prodotte tra il 1911 ed il 1921 dalla Neckarsulmer Fahrradwerke AG, la Casa automobilistica tedesca che in seguito sarebbe divenuta nota come NSU.

## Storia e profilo
Questi due modelli nacquero dalla volontà della Casa di Neckarsulm di andare a riempire i vuoti che si andavano a creare nella sua gamma automobilistica via via che alcuni dei primi modelli da essa prodotti uscivano di produzione e che, data la progressiva evoluzione tecnica, non potevano essere sostituiti in maniera diretta ma occorreva trovare una soluzione più economica sia per la Casa che doveva produrre tali vetture, sia per il potenziale cliente che non poteva continuamente sborsare eccessive fortune per una vettura. In particolare, ciò che era nei piani della Neckarsulmer Fahrradwerke era di realizzare un modello di potenza intorno ai 40 CV, da inserire in gamma in un posto rimasto vacante dopo l'uscita di produzione della 25/40 HP. Ci voleva insomma una vettura dotata di un motore di cilindrata più ridotta ma di pari potenza, un po' come peraltro stavano facendo anche gli altri costruttori dopo il loro esordio, quasi a livello sperimentale, nel campo dell'industria automobilistica.

### La 13/40 HP
Per questo, nell'autunno del 1910 fu presentata la 13/40 HP, una vettura di fascia alta per la cui commercializzazione la Casa di Neckarsulm aveva però dichiarato che si avrebbe dovuto pazientare per altri sei mesi. La 13/40 HP era una vettura dall'architettura meccanica tradizionale, vale a dire con telaio separato a longheroni e traverse in acciaio, sospensioni ad assale rigido con molle a balestra longitudinale, freni di servizio a ceppi agenti sull'albero di trasmissione, motore anteriore longitudinale e trazione posteriore.
Il motore della 13/40 HP era un'unità biblocco a 4 cilindri in linea derivata da quella che già equipaggiava la contemporanea 10/22 HP, ormai in procinto di essere sostituita dalla 10/30 HP. Da questi ultimi due modelli venne ripreso il motore, anche se in una versione rialesata, nella quale il diametro dei cilindri passò da 85 a 97 mm, mentre la corsa rimase invariata a 115 mm. Il risultato fu un motore della cilindrata di 3399 cm³, quasi la metà dell'unità da 6,5 litri che equipaggiava la 25/40 HP di pari potenza. Lo schema di distribuzione era del tipo IOE ("inlet over exhaust"). Il nuovo motore erogava 40 CV di potenza massima ad un regime di 1800 giri/min, quanto bastava per permettere alla vettura un allungo massimo compreso fra 80 ed 85 km/h a seconda della carrozzeria scelta dal cliente. La gamma constava infatti di versioni single-phaeton a due posti, ma anche double-phaeton, limousine o landaulet. La coppia motrice veniva trasmessa alle ruote posteriori per mezzo di un cambio manuale a 4 marce e di una frizione multidisco in bagno d'olio, soluzione questa che mise la parola "fine" alle antiquate frizioni coniche con guarnizione in cuoio.
La commercializzazione della 13/40 HP, come già annunciato dalla Casa madre all'atto della presentazione, non venne avviata che nei primi mesi del 1911. La carriera commerciale della 13/40 HP durò due anni: già nel 1913 venne infatti sostituita da un nuovo modello.

### La 13/35 HP
Il nuovo modello che andò a sostituire la 13/40 HP fu la 13/35 HP, che differiva per alcuni aggiornamenti tecnici, tra cui uno dei più importanti fu il nuovo schema di distribuzione a valvole laterali. Per questo nuovo modello, la potenza massima fu ridimensionata a 35 CV a 1600 giri/min, per cui le prestazioni calarono anche se solo leggermente. L'arrivo della prima guerra mondiale non significò la fine della carriera commerciale per la 13/35 HP, ma anzi, il suo telaio ed il suo intero comparto meccanico vennero "vestiti" da autocarro in base alle esigenze belliche dettate dall'Impero Tedesco. Gli autocarri che nascevano sulla base della 13/35 HP avevano una portata massima di 2,5 tonnellate e andavano ad affiancarsi a quelli con portata di 1,25 tonnellate, basati invece sulla meccanica della 10/30 HP. Nel giro di breve tempo, però, l'esigenza di avere una maggior coppia motrice, spinse i progettisti NSU a rivedere il motore. da quel momento, gli autocarri su base 13/35 PS (nel frattempo la sigla anglosassone "HP" che identificava l'unità di misura della potenza fu cambiata con quella tedesca di "PS", ossia in PS Pferdestärken, per tagliare ogni legame con il Regno Unito, avversario dell'Impero Tedesco durante la guerra) furono caratterizzati da un motore con alesaggio e corsa pari a 91 x 130 mm (quindi con corsa allungata e diametro ristretto rispetto a prima) e quindi da una cilindrata di 3382 cm³. La coppia massima beneficiò non poco di tale aggiornamento, mentre la potenza massima tornò a 40 CV, disponibili oltretutto a regimi più bassi. Intanto, nel 1915, la produzione della 13/35 HP in versione "civile" cessò definitivamente.

### La 13/40 PS
Ma la storia delle NSU da 13 CV fiscali non terminò tra le devastazioni della Grande Guerra: una volta cessato il conflitto, infatti essa fu fra i tre modelli che la NSU decise di riproporre nella nuova gamma post-bellica. Tra la fine del mese di febbraio e l'inizio del marzo 1920 venne avviata la produzione della 13/40 PS. Notare anche qui la conservazione dell'unità di misura tedesca: di fatto, non vi saranno mai più delle NSU caratterizzate dalla sigla HP. Il nuovo modello fu caratterizzato in primis dalla presenza del motore progettato e realizzato per gli autocarri da 2,5 tonnellate prodotti durante la guerra. Pertanto, venne mantenuta la valida unità motrice da 3382 cm³ in grado di erogare fino a 40 CV di potenza massima. La nuova 13/40 PS non propose d'altro canto alcuna particolare novità per quanto riguardava il telaio. Anzi, essendo quest'ultimo derivato dalla più robusta struttura utilizzata durante la guerra, la massa a vuoto aumentò sensibilmente, ma grazie ad un nuovo cambio a 4 marce opportunamente progettato anch'esso per utilizzi bellici, e grazie quindi alla sua favorevole rapportatura, la velocità massima della 13/40 PS superò la soglia dei 90 km/h, fino ad arrivare in alcuni casi anche a 95 km/h.
La produzione della 13/40 PS, tuttavia, non durò che un solo anno: nel 1921, infatti, tale modello verrà sostituito dalla 14/40 PS.